# Peter Steiger (Politiker)
1. WEITERLEITUNG Peter Steiger (Politiker, um 1445)